# Урджар (река)
Урджар (Уржар) (на казахски: Үржар, Өржар; на руски: Урджар) е река в Източноказахстанска област на Казахстан, вливаща се в езерото Алакол. Дължина 206 km. Площ на водосборния басейн 5280 km².
Река Урджар води началото си от южните склонове в западната част на планината Тарбагатай, на 2040 m н.в. По цялото си протежение тече в южна посока. В горното си течение е типична планинска река с тясна и дълбока долина, бързеи и прагове. В района на село Алексеевка излиза от планините и навлиза в североизточната част на обширната Балхаш-Алаколска котловина, като тук скоростта на течението ѝ се забавя, долината ѝ чувствително се разширява и изплитнява и се разделя на ръкави. Влива се от север в езерото Алакол, при село Камъскала (бивше Рибаче), на 348 m н.в., като образува голяма заблатена делта. Основни притоци: леви – Базарка, Кусак, Карагайлъ, Саръбулак; десни – Каначка, Егинсу. Има смесено, предимно снежно-ледниково и грунтово (подземно) подхранване. В средното ѝ течение, в близост до левия ѝ бряг е разположено голямото село Урджар, районен център в Източноказахстанска област.